# 带田水
带田水，位于中华人民共和国广东省连州市北部，是保安水左岸支流，发源于连州市北部与湖南省交界处的天堂岭，蜿蜒南流，经瑶安村、瑶岭村、九龙村，最后于瑶安瑶族乡汇入保安水。河长30千米，流域面积149平方千米。